# Sphinx unifasciata
Sphinx unifasciata är en fjärilsart som beskrevs av Gschwandner. 1912. Sphinx unifasciata ingår i släktet Sphinx och familjen svärmare. Inga underarter finns listade i Catalogue of Life.